# Circus Rosai
Der Circus Rosai war der Zirkus der Familie Rosai, die im Jahr 1952 aus wirtschaftlichen Gründen nach mehr als hundert Jahren den Zirkusbetrieb, der zuvor in vielen Ländern Vorstellungen absolviert hatte, einstellen musste.

## Geschichte
Der Zirkus befand sich bereits zu Beginn des 19. Jahrhunderts im Besitz der Familie Rosai, einer Wanderzirkus-Dynastie, die als Artisten, Dompteure und Clowns die Besucher unterhielten, eine Kunst, die sich in vielen Generationen der Familie findet.
Erstmals urkundlich erwähnt wurde Baldassare Rosai, der wie seine Frau Albina Lomballi aus der italienischen Stadt Florenz stammt. Seine Nachkommen unterhielten Zirkusbetriebe in vielen Ländern. Sein Sohn Torquato Alfredo Fortunato Rosai wurde 1857 in Florenz geboren und heiratete später die 11 Jahre jüngere italienische Artistin Matriona Timofezero Fomina in St. Petersburg, Russland. Deren Sohn Eugen wurde 1885 sprichwörtlich auf den Straßen nach Moskau geboren.
Im Laufe der Jahre wurde der Circus zu einem bekannten Unternehmen mit weit bekannten Tiernummern und namhaften Artisten.
Auch Eugen Rosai (1885–1956), der später den Circus übernahm, reiste im Laufe seines Lebens durch viele Länder der Welt. Er hatte Verträge mit Barnum, Busch, den Ringling-Brothers, mit Sarrasani und anderen Zirkusunternehmen. Im 1877 erbauten Circus Ciniselli trat Eugen Rosai mit einer damals berühmten Dressur- und Reitertruppe auf. Eines seiner bleibenden Erlebnisse war sicher sein Auftritt beim Russischen Zaren Nikolaus II.
Alfred Karl Max Rosai (1924–1971), das letzte der sechs Kinder von Eugen und seiner Frau Ehefrau Contessa Maria Angelini de Brivio, übernahm später den Zirkusbetrieb. Auch seine fünf Schwestern, Julia (* 1907), Nilda (* 1910), Eugenia (* 1914), Claudia (* 1917), Elfriede (* 1920), schlugen teilweise den Weg als Artistin oder Dompteurin ein.
Der Zweite Weltkrieg zerstörte dann den ganzen in jahrelanger Mühe und Arbeit aufgebauten Zirkus, fast sämtliche Tiere, Wagen und Zelte gingen verloren.
In der Nachkriegszeit gelang es der Zirkusfamilie noch eine kurze Zeit, den Zirkusbetrieb in einem viel kleineren Maßstab als in den zuvor so erfolgreichen Jahren weiterzuführen und in der Öffentlichkeit aufzutreten. So gastierte der Circus Rosai 1946 im Wiener Prater oder auch 1947 in Bremen . Eugen Rosai und sein Sohn Alfred glänzten am liebsten in ihrer Darstellung als Clowns. 1948 stellte Eugen Rosai sein Zirkusunternehmen und sein Wissen dem Regisseur Géza von Cziffra für die Dreharbeiten zum Film „Königin der Landstraße“ mit Angelika Hauff, Rudolf Prack und Hermann Erhardt in den Hauptrollen zur Verfügung.
Weitere Gastspiele folgten, doch der Circus konnte sich auch unter der Leitung von Alfred Rosai, der nach dem Zweiten Weltkrieg die Tochter einer Linzer Schaustellerfamilie heiratete, den Zirkusbetrieb übernahm und weiterführte, nie wieder zu vollem Glanze erholen.
So wurde die Zirkusära der Familie Rosai 1952 beendet und die Familienmitglieder widmeten sich anfangs der Führung von Imbiss- und Festzeltbetrieben, anschließend konzentrierten sie sich auf das Betreiben von Fahrgeschäften.
In Museen von Florenz und Moskau sowie im bekannten Wiener Zirkusmuseum befinden sich noch heute mehreren Leihgaben der traditionsbewussten Familie Rosai.